# Ann Coleman
Ann Catrina Coleman (ur. 1956 w Glasgow) – szkocka inżynier elektronik, fizyk oraz pedagog, specjalistka w zakresie laserów półprzewodnikowych.

## Życiorys

### Działalność
Urodziła się w Glasgow w 1956 roku jako pierwsza córka Nory i Vincenta Redversa Hanny. Kształciła się w szkole podstawowej St. Stephen's w Dalmuir i Notre Dame High School w Dumbarton. Następnie ukończyła studia licencjackie z fizyki na uniwersytecie w Glasgow w 1978 roku i odbyła szkolenie pedagogiczne w St. Andrews College of Education w Bearsden. Po dwóch latach pracy jako nauczycielka fizyki w szkole średniej wróciła na uniwersytet w Glasgow i uzyskała stopień doktora fizyki w 1987 roku. Dołączyła do grupy optoelektroniki na Wydziale Elektroniki i Inżynierii Elektrycznej Uniwersytetu w Glasgow jako asystent naukowy doktora habilitowanego. W 1992 roku została pracownikiem naukowym, a w 2005 roku profesorem naukowym. Podczas pracy na uniwersytecie była chwalona przede wszystkim za pionierską pracę nad wytwarzaniem fotonicznych układów scalonych oraz półprzewodnikach i badaniem studni kwantowych. Wyszła za mąż i zmieniła nazwisko na Coleman, do tej pory posługując się nazwiskiem Bryce.
W 2012 roku Coleman dołączyła do Wydziału Inżynierii Elektrycznej i Komputerowej Uniwersytetu Illinois w Urbana i Champaign, pracując w Laboratorium Mikro i Nanotechnologii. W 2013 roku przeniosła się na University of Texas jako profesor inżynierii elektrycznej i inżynierii materiałowej.

### Wyróżnienia
Coleman została wybrana na członka Instytutu Inżynierów Elektryków i Elektroników w 2008 roku za wkład w zintegrowane półprzewodnikowe urządzenia optoelektroniczne i na członka Optical Society of America w 2009 roku.
W 2006 roku, wraz z Johnem Marshem, została nagrodzona przez Amerykański Instytut Inżynierów Elektryków nagrodą za osiągnięcia inżynieryjne „za rozległy rozwój i komercjalizację studni kwantowych do urządzeń fotonicznych”. Coleman została później wybrana członkiem zarządu i wiceprezesem Amerykańskiego Instytutu Inżynierów Elektryków. Opublikowała ponad 100 artykułów w czasopismach naukowych.